# فسيخ

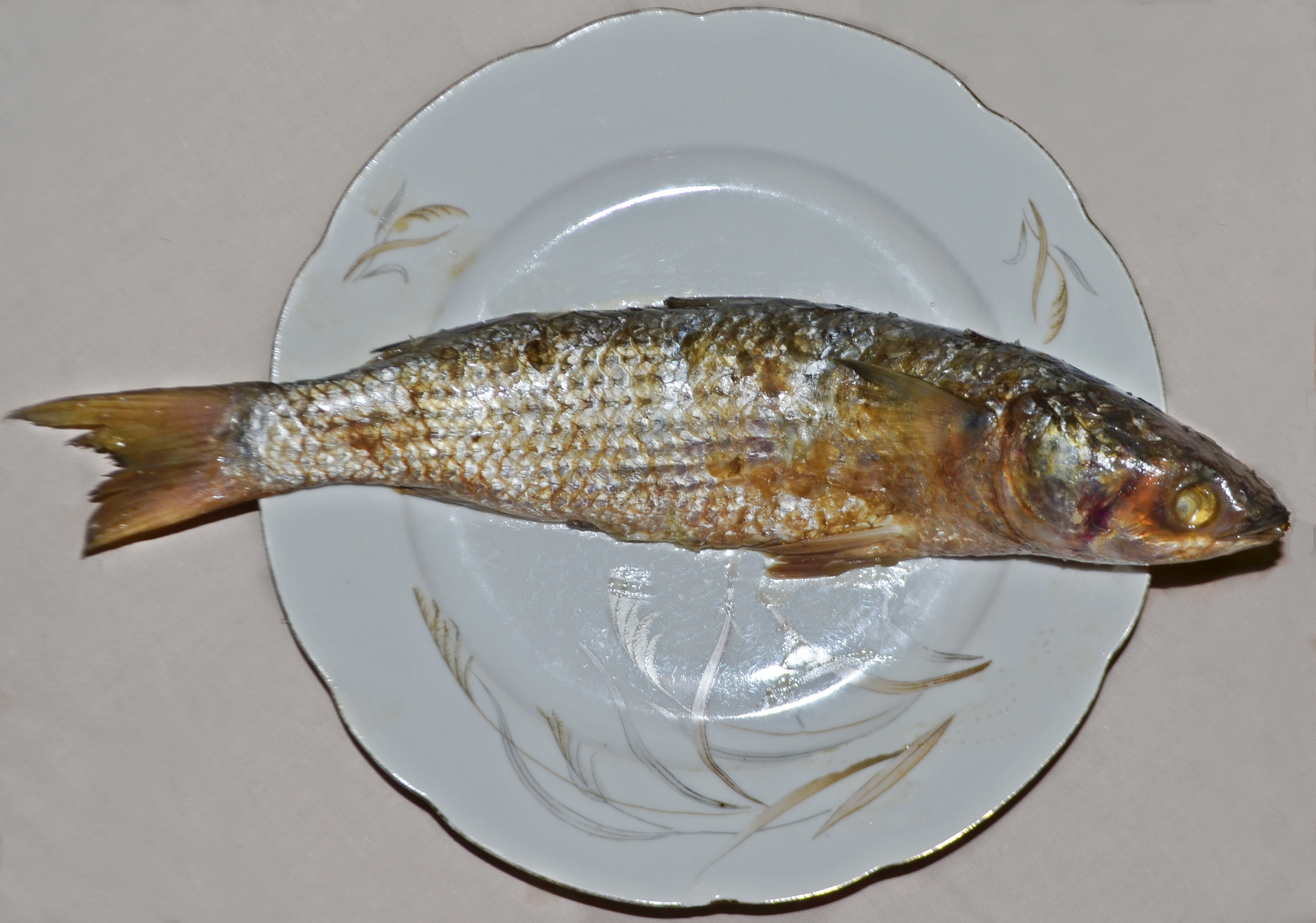
فسيخ من مدينة دسوق التي تعد أشهر مدن مصر في صناعته.

الفسيخ هو طبق مصري موسمي، يتكون من سمك مخمر أو مجفف مملح يعد من سمك البوري، ويتناوله المصريون في يوم شم النسيم، وهو أيضا من الأكلات المتناولة في فلسطين بقطاع غزة ويتناوله الغزيون بعيد الفطر صباحاً بعد صلاة العيد كي يفتح شهيتهم بعد شهر من الصيام.

## تاريخ
أول من قام بتصنيع الفسيخ وأكله هم المصريون القدماء، ويصنع الفسيخ من سمك البوري بخزنه مملحا وهي طريقة تقليدية قديمة لحفظه من التلف ، ويتميز الفسيخ برائحته النفاذة، ويطلق على من يقوم بعمله «الفسخاني».

## المخاطر الصحية
في كل عام، تظهر تقارير عن عدد قليل من حالات التسمم الغذائي المرتبطة بالفسيخ المحضر بشكل غير صحيح، خاصة خلال مهرجان شم النسيم عندما يستهلك المصريون تقليديًا هذه الأسماك المخللة.
في أبريل 2012، أصدرت الوكالة الكندية لتفتيش الأغذية تعليمات بسحب منتجات الفسيخ المختلفة بما في ذلك بوري الفسيخ الكامل، وبوري الفسيخ المقطع في الزيت، وشاد الفسيخ الكامل الذي يباع في أحد متاجر تورونتو. تم الإبلاغ عن ثلاثة أمراض مرتبطة باستهلاك هذه المنتجات، والتي قد تكون ملوثة ببكتيريا كلوستريديوم البوتولينوم.

إلا أن هذه التقارير لم تمنع المصريين أبدًا من تناول هذا الطبق الاحتفالي، لأنها تتعلق فقط بالفسيخ الذي تم إعداده بشكل غير صحيح والفسيخ منتهية الصلاحية أو الملوث؛ تحث وزارة الصحة المصرية المصريين باستمرار على شراء الفسيخ من البائعين المعروفين والموثوقين والتحقق من تاريخ انتهاء الصلاحية، أو إعداده بشكل صحيح إذا فعلوا ذلك في المنزل، ويتم التفتيش باستمرار على محلات بيع الأسماك.

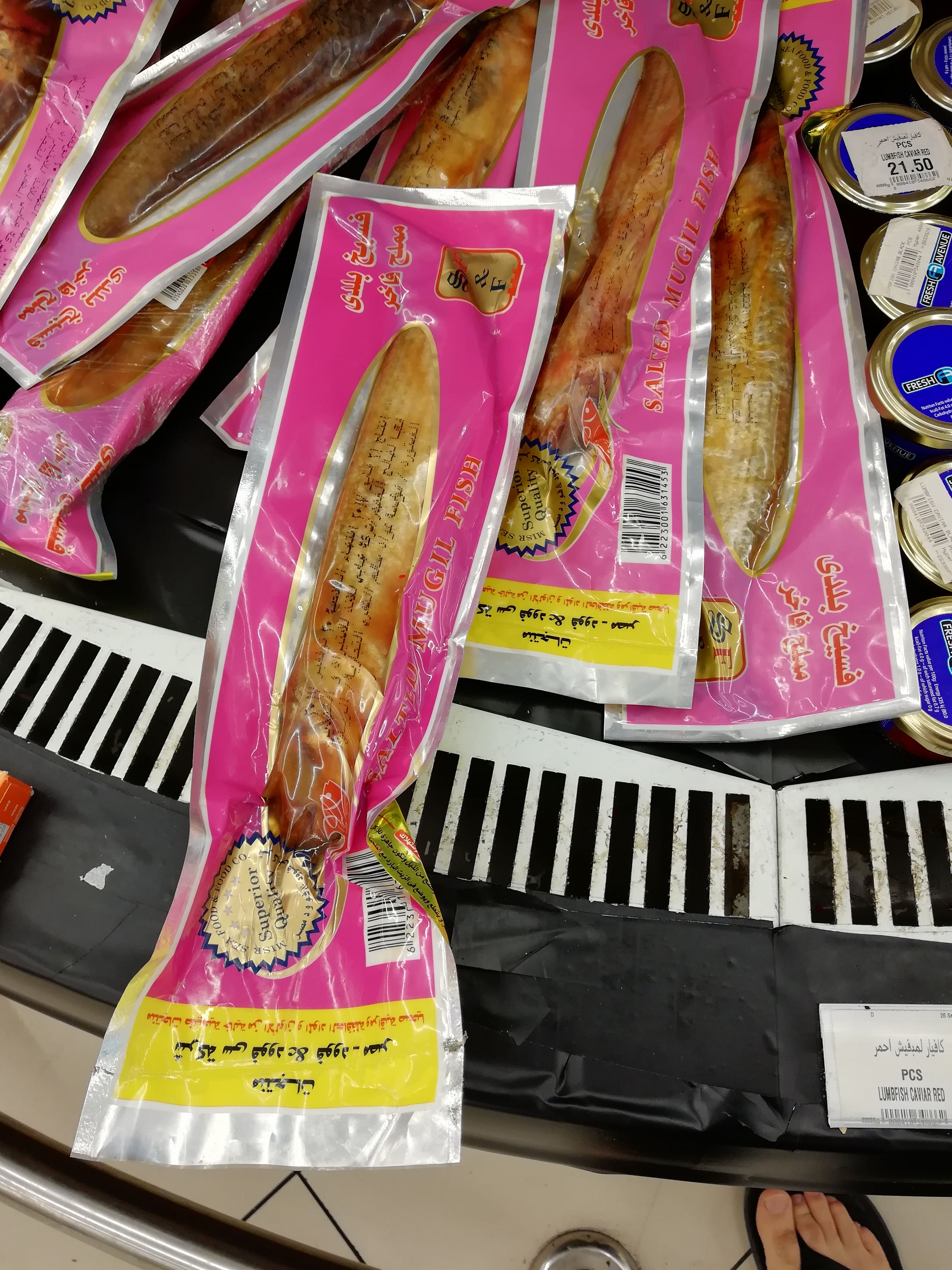
فسيخ معبأ للبيع في السعودية